# NGC 2181
NGC 2181 (również ESO 86-SC54) – gromada otwarta, znajdująca się w gwiazdozbiorze Złotej Ryby. Należy do Wielkiego Obłoku Magellana. Odkrył ją John Herschel 30 listopada 1834 roku.